# Gefleckter Aronstab
Der Gefleckte Aronstab (Arum maculatum) ist eine Pflanzenart aus der Familie der Aronstabgewächse (Araceae). Sie ist in der gemäßigten Zone Europas weit verbreitet.

## Beschreibung

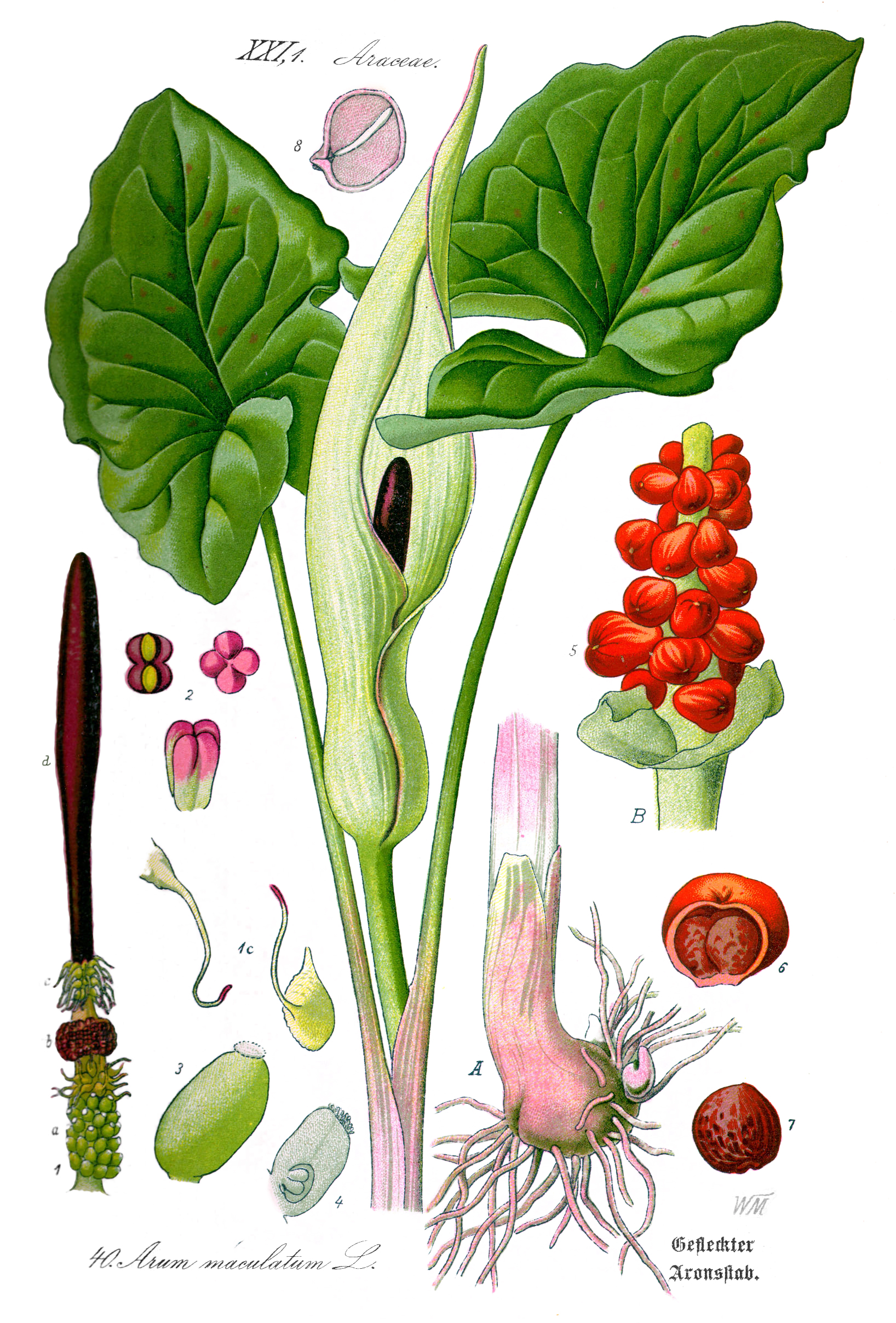
Illustration von Otto Wilhelm Thomé

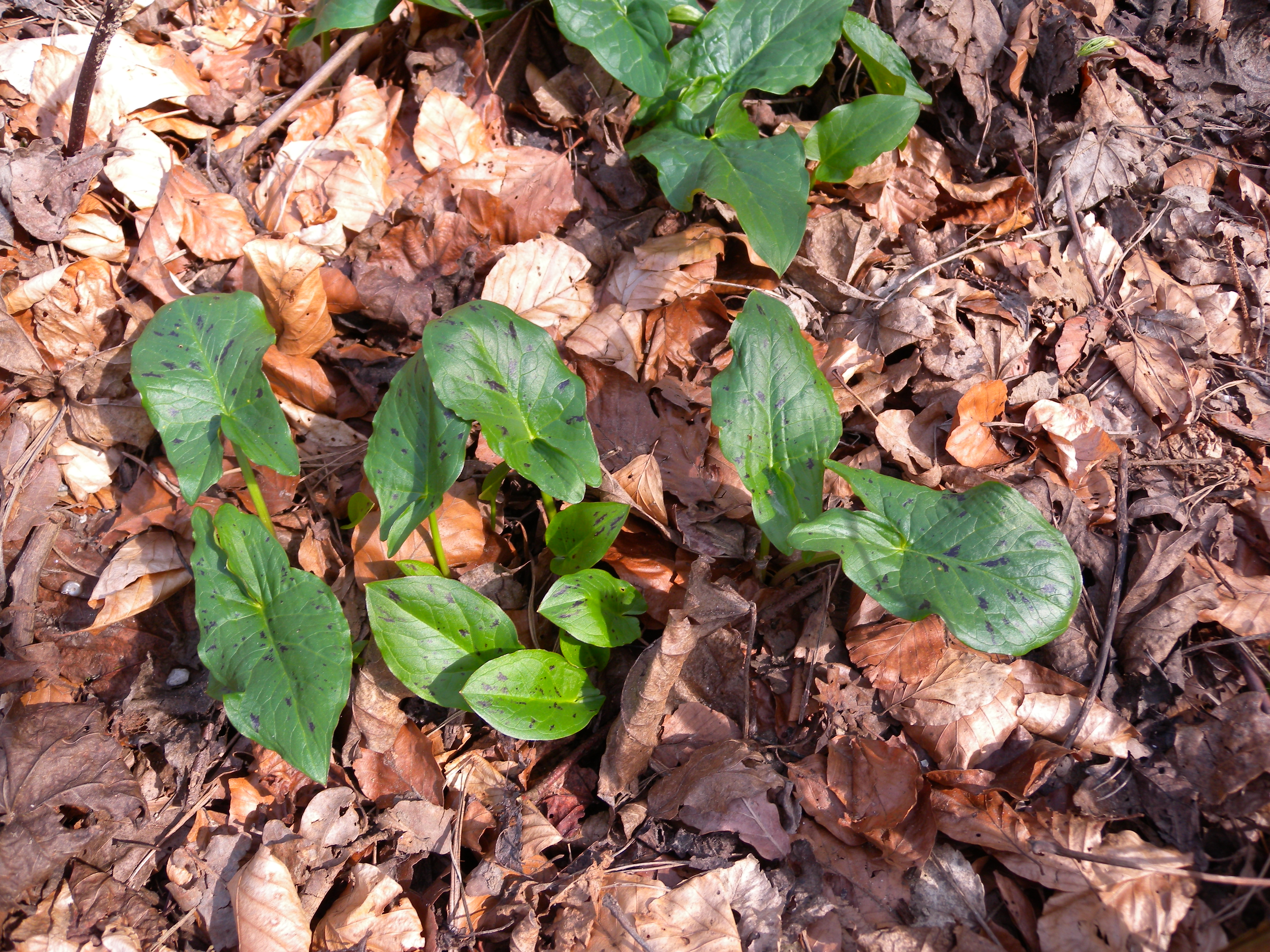
Aronstab mit gefleckten Blättern

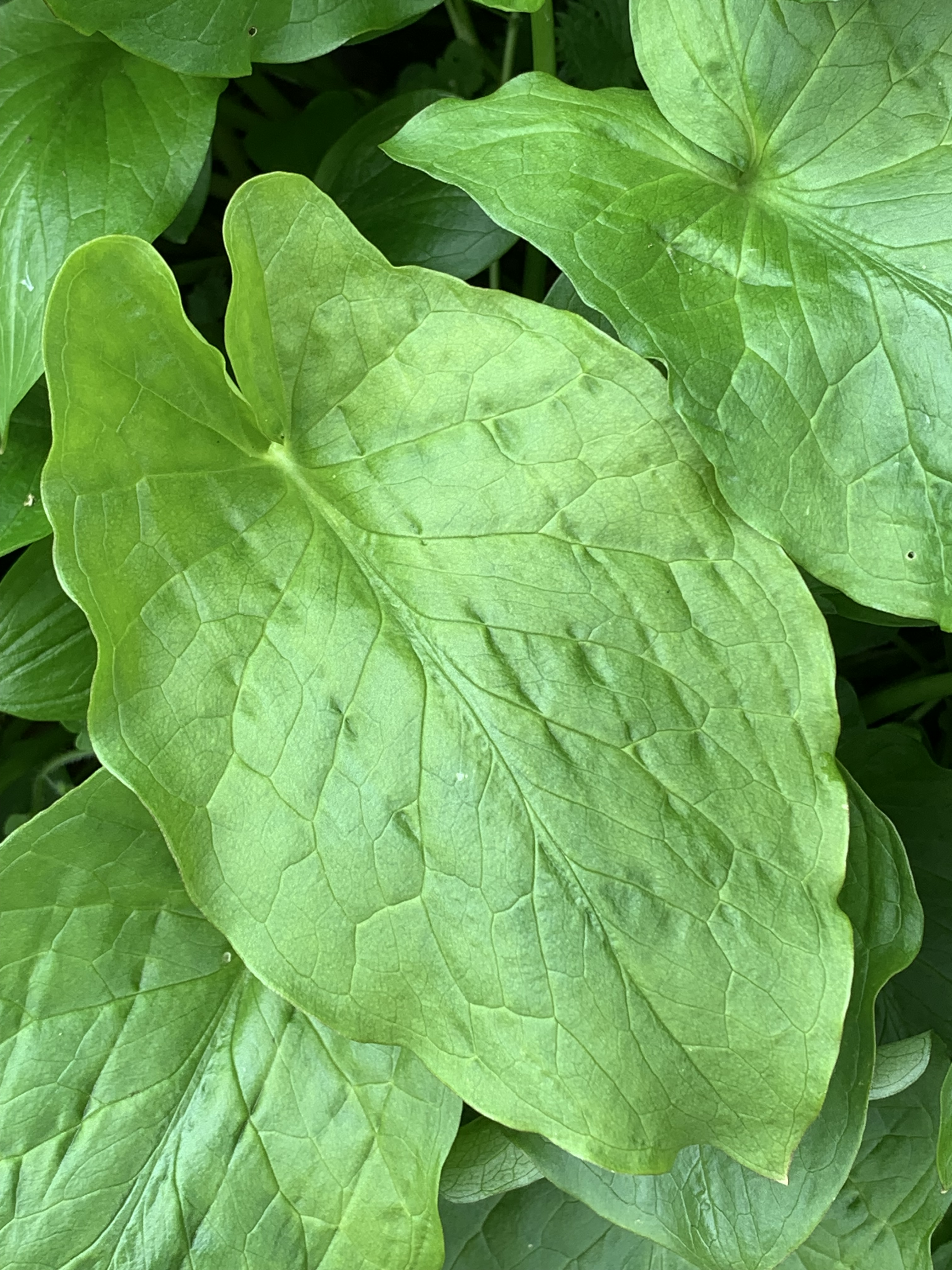
Blattoberseite

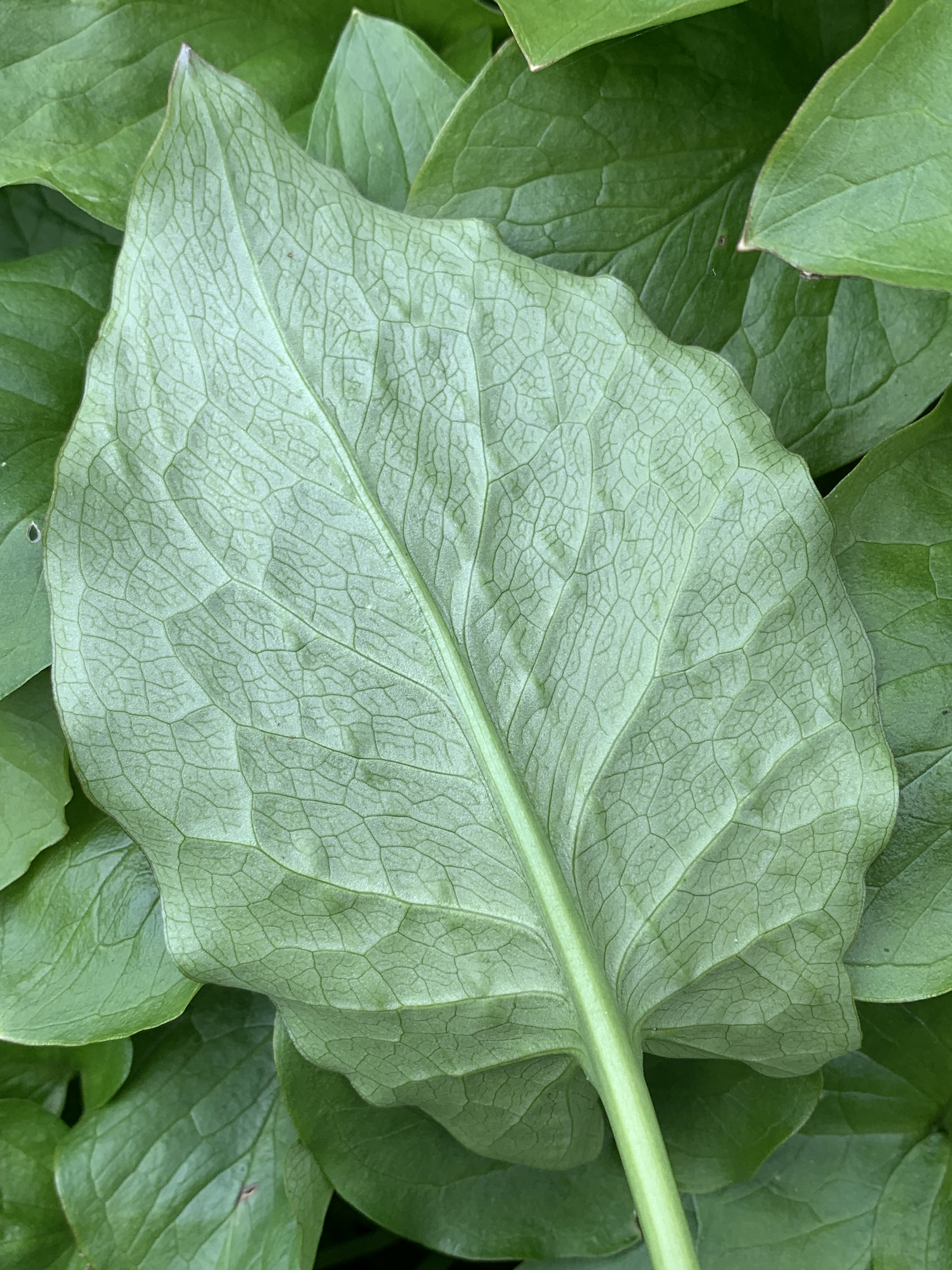
Blattunterseite

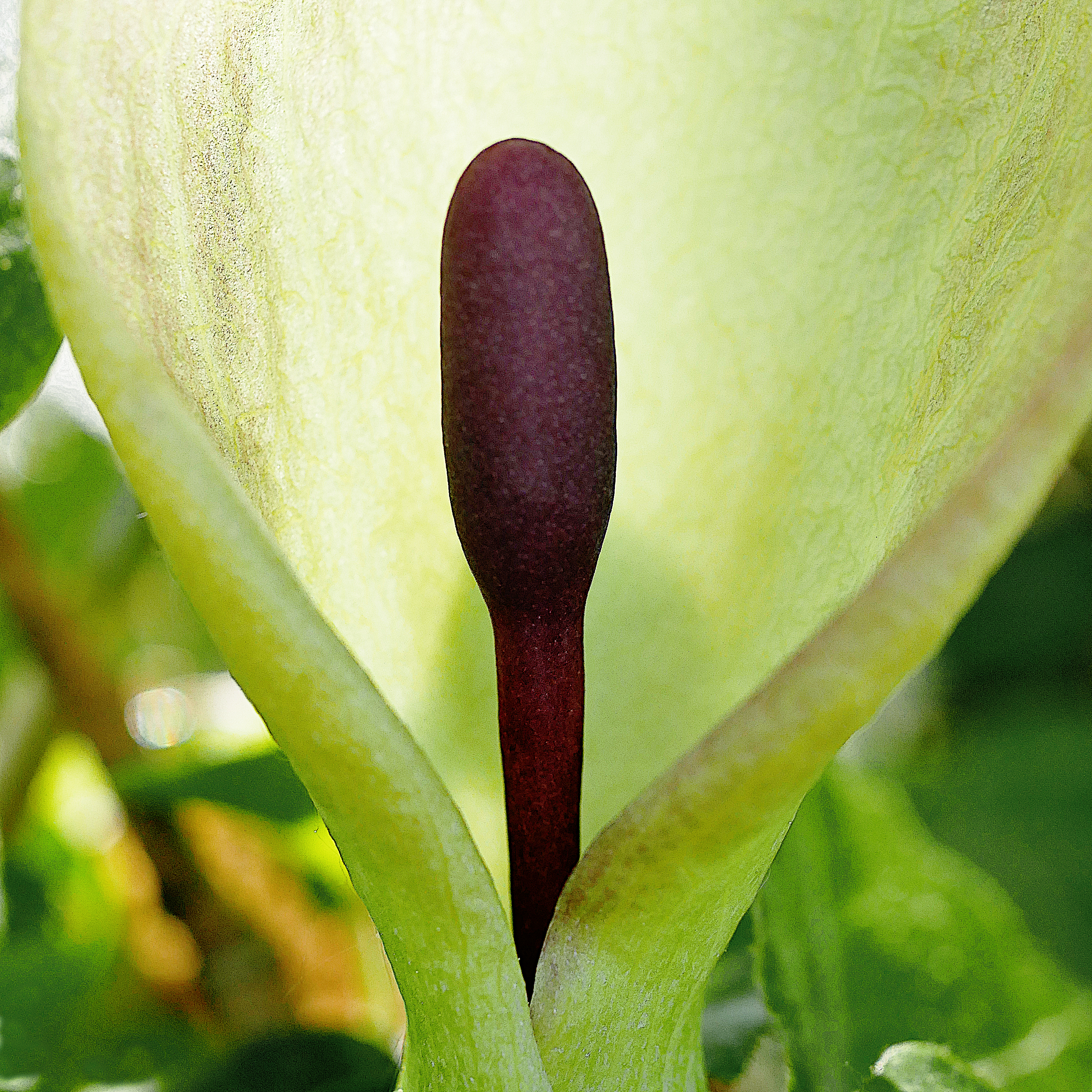
Kolben des Aronstabs

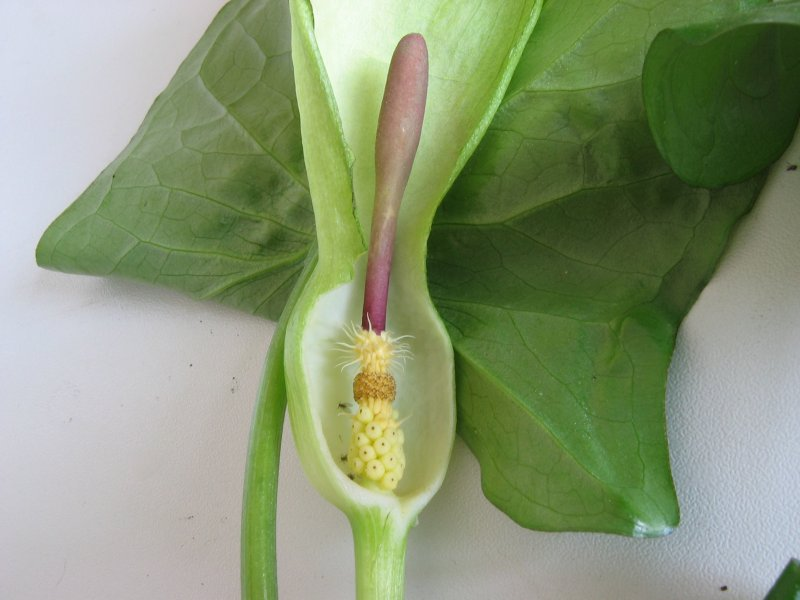
Aufgeschnittener Blütenstand

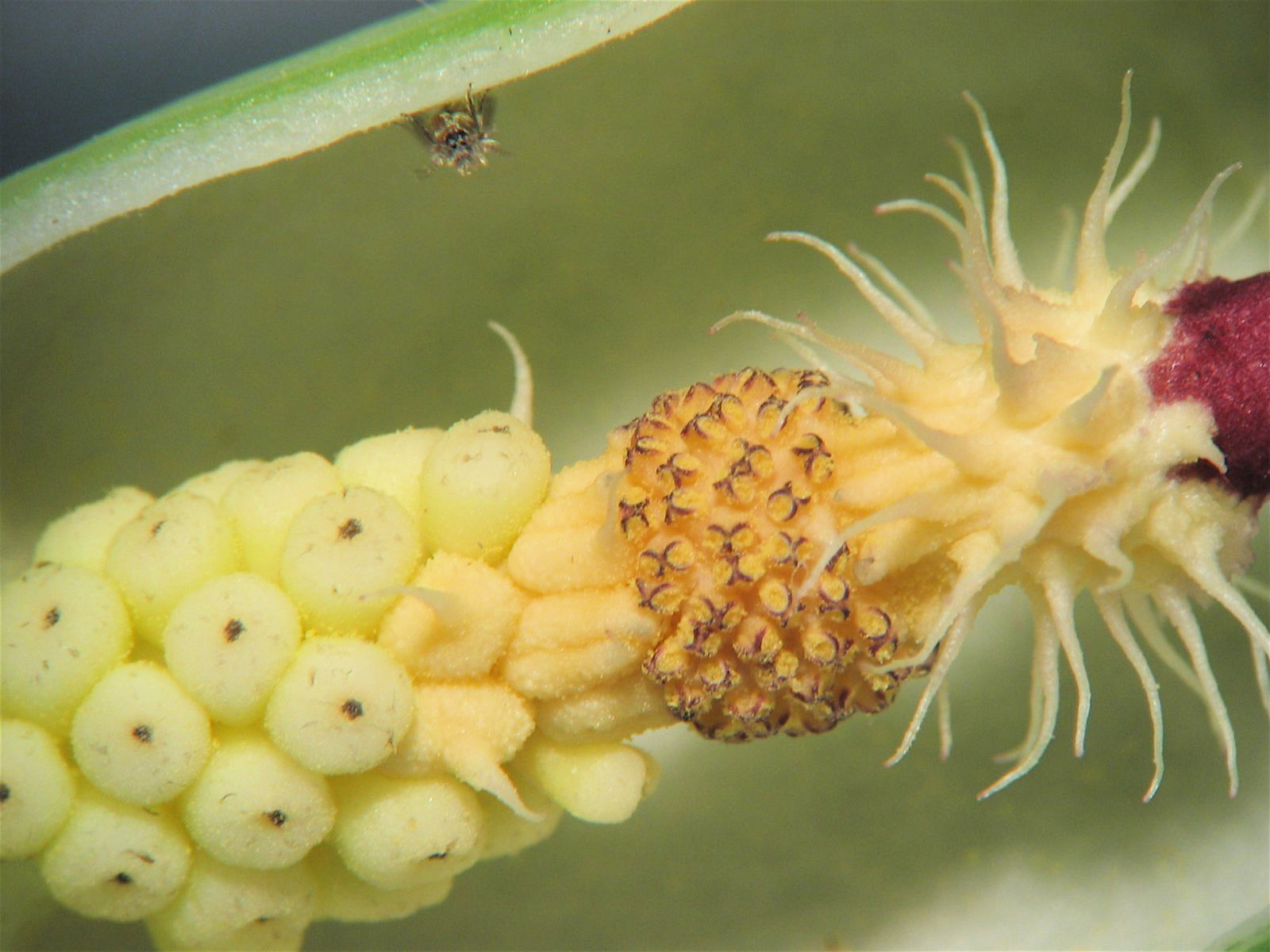
Detail eines aufgeschnittenen Blütenstands: weibliche Blüten links (in Natur unten), fertile männliche Blüten mittig, sterile männliche Blüten rechts (in Natur oben)

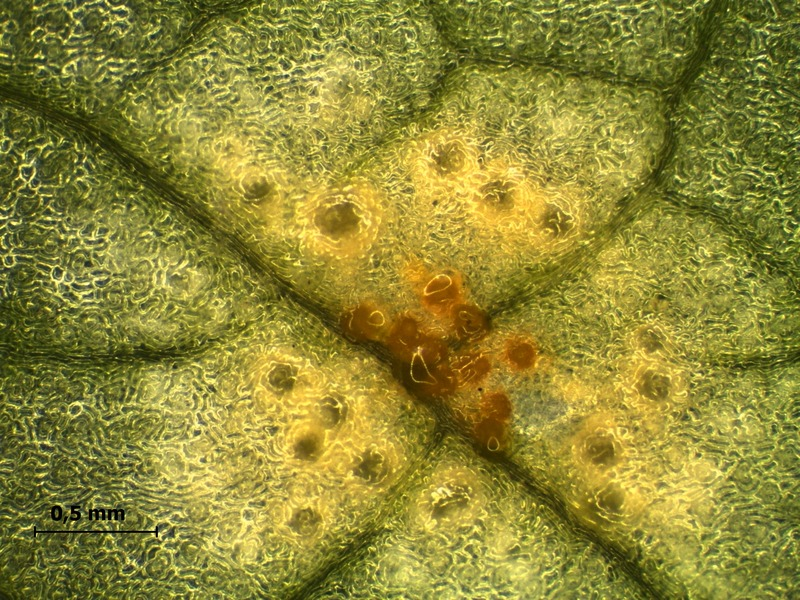
Rostpilz Melapsora allii-populina auf einem Blatt des Aronstabs

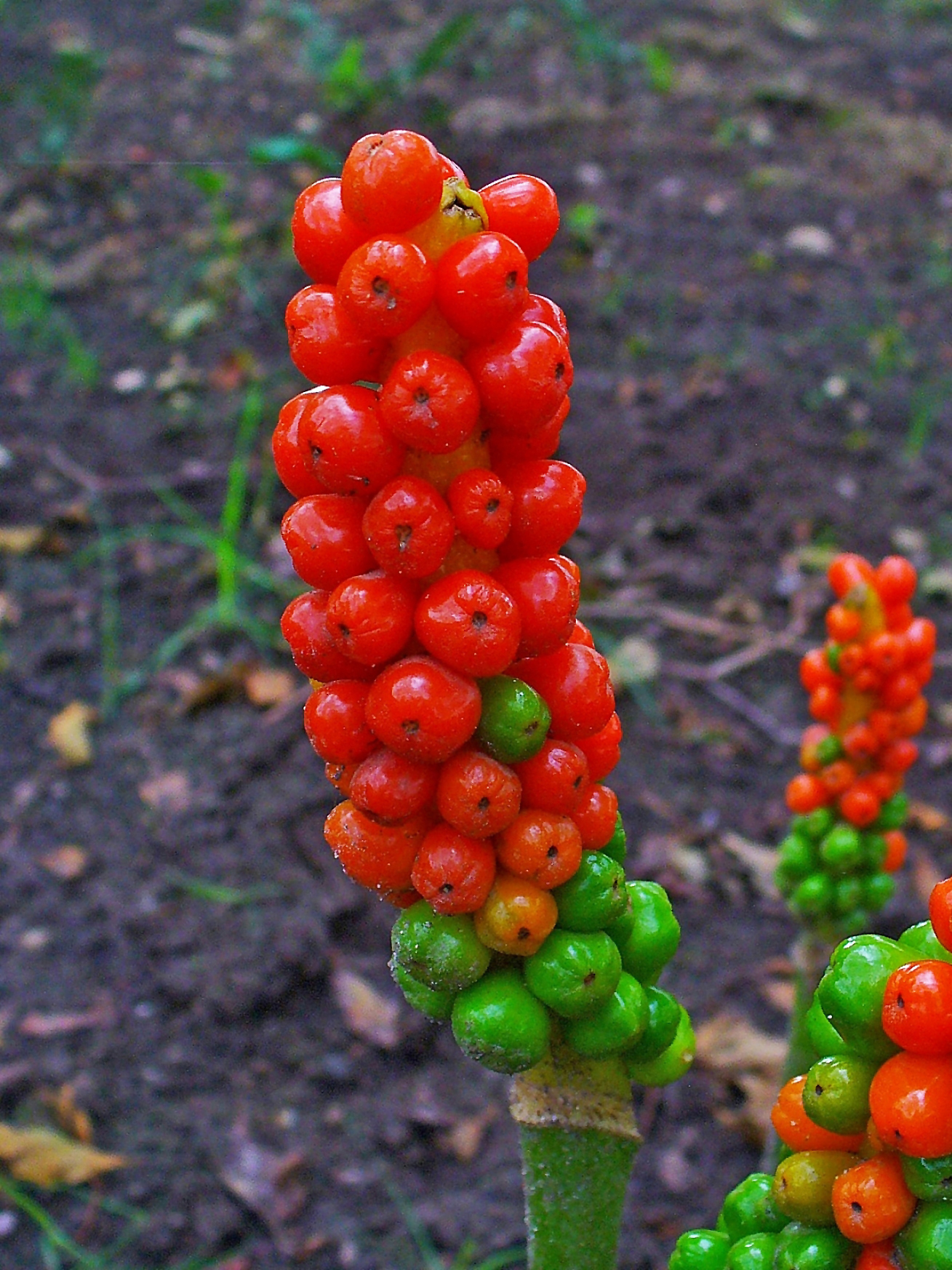
Fruchtstand mit reifen Beeren

### Erscheinungsbild und Blatt
Der Gefleckte Aronstab ist eine ausdauernde, vorsommergrüne, krautige Pflanze, die Wuchshöhen von 20 bis 40 cm erreicht. Dieser Geophyt besitzt ein horizontales, walnussgroßes, knolliges Rhizom als Überdauerungsorgan. Das Rhizom liegt in 6 bis 12 Zentimeter Tiefe. Die grundständigen Laubblätter sind lang gestielt und 10 bis 20 cm lang. Die einfache Blattspreite ist breit pfeilförmig. Bei einigen Populationen besitzen die sattgrünen Blattspreiten dunkle Flecken (daher der Name).

### Blütenstand und Blüte
Die Blütezeit reicht von April bis Mai, also am Ende des Vollfrühlings. Der Gefleckte Aronstab ist einhäusig getrenntgeschlechtig (monözisch). Der Blütenstand besitzt den für Araceae typischen Aufbau: ein einzelnes Hochblatt, die Spatha, das den sogenannten Kolben (Spadix) umgibt. Die Spatha ist 12 bis 25(–30) Zentimeter lang und 2–2,75 mal so lang wie der Kolben. Die blassgrüne bis trübviolette Spatha ist tütenförmig eingerollt, wobei in der bestäubungsfähigen Zeit der obere Bereich, der etwa 3,5- bis 6-mal so lang ist wie der untere, offen und der untere Bereich geschlossen ist, dazwischen ist die Spatha eingeschnürt. Der Blütenstängel ist 1/2 bis 2/3 mal so lang wie die Blattstiele.
Am Kolben sitzen unten die weiblichen Blüten und darüber die fertilen männlichen (in der Mitte), über den fertilen männlichen Blüten sitzt ein Kranz steriler, borstenartiger Blüten, die auch als Reusenhaare bezeichnet werden. Die reduzierten, eingeschlechtigen Blüten besitzen keine Blütenhüllblätter. Die Staubbeutel sind meist gelb.

### Fruchtstand und Frucht
Dicht gedrängt stehen am Fruchtstand die apfelförmigen Beeren, die sich bei Reife leuchtend rot färben. Eine Beere kann bis 1 Zentimeter lang werden. Die Samen sind kugelig und etwa 4,5 Millimeter lang.

### Chromosomenzahl
Die Chromosomenzahl beträgt 2n = 28 oder 56.

## Ökologie
Blütenökologisch handelt es sich um Kessel-Gleitfallenblumen. Die Blüten sind vorweiblich. Die Bestäubung erfolgt vorwiegend durch die winzige, stark behaarte Schmetterlingsmücke (Psychoda phalaenoides), die auch „Abortfliege“ genannt wird, weil ihre Larven in stark belasteten Abwässern und Fäkalien leben. In den Kesseln finden sich fast ausschließlich Weibchen, die durch den abendlich ausströmenden Harn-, bzw. Aas-Geruch der Kesselfallenblume angelockt werden, weil sie zu Unrecht einen Platz für ihre Eiablage vermuten. Sie gleiten dann, wenn sie auf die mit winzigen Öltröpfchen besetzte, innere untere Wand des Helms gelangen, durch die Reusenlücken in den Kessel. Die stärkereiche keulige Verdickung der Blütenstandsachse produziert zu dieser Zeit so viel Wärme, dass ihre Basis bis auf 40 Grad aufgeheizt wird und somit die Temperatur im Kessel oft um 25 Grad höher liegt als draußen in der kühlen Frühlingsnacht. Die Wärme dient nur indirekt der Anlockung, da durch sie die harnartig riechenden, als Insektenpheromon wirkenden Duftstoffe doppelt so schnell abgegeben werden, als es ohne diese „Zentralheizung“ der Fall wäre.
Durch die glatte Oberfläche des Hochblatts rutschen kleinere Insekten in den Kessel. Auf der freien Spreite des Hochblatts und im obersten Teil des Kessels befinden sich nicht einmal Spaltöffnungen, die den Tieren erlauben könnten, daran Fuß zufassen. Um den Gasaustausch für die Pflanze doch zu ermöglichen, ist im unteren Teil der Hochblattröhre eine Lückenepidermis entwickelt; die Epidermis ist hier unterbrochen und in die Lücken enden Interzellularen. Diese Erscheinung ist im gesamten Pflanzenreich außerordentlich selten.
Zuerst reifen die weiblichen Blüten heran und sondern an der Narbenspitze einen Tropfen ab, an dem der an den Insekten haftende Pollen hängen bleibt. Dieser Empfängnistropfen dient zugleich dem Aufbau der lebensnotwendigen hohen Luftfeuchtigkeit im Kessel. Er dient aber entgegen früheren Annahmen nicht zur Verköstigung der Besucher, da diese in ihrer einwöchigen Lebenszeit gar keine Nahrung aufnehmen.
Im Laufe der Nacht platzen auch die Staubbeutel auf und bepudern die gefangenen Insekten. Am nächsten Morgen erschlafft der Helm und die Öltröpfchen verschwinden, sodass die Besucher wieder entweichen können. Da die Bestäuber selbst keinen Nutzen von dem Besuch haben, kann man den Aronstab eine Insektentäuschblume nennen. Neuerdings wurde herausgefunden, dass bei der Gattung Arum und seinen Verwandten in der Unterfamilie Aroideae in der äußeren Pollenwand, der Exine, die sonst für alle anderen Blütenpflanzen typischen Sporopollenine fehlen. Die Bedeutung dieses Phänomens ist bis jetzt noch unverstanden, könnte aber mit der speziellen Bestäubungsökologie dieser Sippenverwandtschaft zusammenhängen.
Die Diasporen werden durch Verdauungsausbreitung (Endozoochorie) ausgebreitet.
Der Gefleckte Aronstab wird von den Rostpilzen Melampsora allii-populina und Puccinia sessilis var. sessilis mit Spermogonien und Aecidien befallen.

## Giftigkeit
Der Gefleckte Aronstab ist in allen Pflanzenteilen sehr stark giftig. Vor allem Kleinkinder sind durch den Genuss der Beeren gefährdet. Trotzdem sind nach der Literatur 60 % der gemeldeten Fälle symptomlos verlaufen, bei 40 % traten Schleimhautreizungen auf, bei 20 % waren Magen und Darm betroffen. Die hautreizende Wirkung wird durch Scharfstoffe und durch Calciumoxalatkristalle hervorgerufen, die durch ihre Raphidenbündel die Haut verletzen und das Eindringen der übrigen Giftstoffe ermöglichen. Schwerwiegende, auch tödliche Vergiftungen sind vor allem bei Weidevieh aufgetreten. Die frische Pflanze und ihr Saft wirken stärker als die getrockneten Pflanzenteile. Die Inhaltsstoffe sind weitgehend noch unbekannt. Der Hauptwirkstoff soll Aroin sein, der in der frischen Knolle mit 0,005 % am stärksten vertreten ist. Weitere giftige Inhaltsstoffe sind zyanogene Glykoside und Saponine.

## Vorkommen
Das Verbreitungsgebiet reicht von Schweden, Dänemark und dem Vereinigten Königreich über Belgien, Niederlande, Deutschland, Österreich, Schweiz und Italien, von Polen über Belarus bis in die Ukraine und von Frankreich nach Spanien sowie Portugal, von Tschechien und der Slowakei über Ungarn, das frühere Jugoslawien, Bulgarien, Rumänien, Albanien und Griechenland bis in die nördliche Türkei und den westlichen Kaukasus.
Der Gefleckte Aronstab kommt vor allem in der gemäßigten Zone in unteren europäischen Gebirgslagen vor, in der Schweiz vor allem in den Voralpen und im Jura. In den Allgäuer Alpen steigt er in Vorarlberg im Balderschwanger Tal oberhalb der Gschwendwies-Alpe bis zu 1160 m Meereshöhe auf.
Meist findet man ihn in feuchten Laubwäldern in der kollinen (bis montanen) Höhenstufe. Er liebt durchlässige kalkreiche Böden („Reaktionszahl“ 7 nach Ellenberg) und kommt oft in Gemeinschaft mit anderen frühjahrblühenden Pflanzen der Krautschicht, wie Lungenkraut und Bärlauch, vor. Er ist eine Fagetalia-Ordnungscharakterart.
Die Zeigerwerte nach Ellenberg sind:
- Lichtzahl L: 3 = Schattenpflanze
- Temperaturzahl T: 6 = Mäßigwärme- bis Wärmezeiger
- Kontinentalitätszahl K: 2 = ozeanisch
- Feuchtezahl F: 7 = Feuchtezeiger
- Reaktionszahl R: 7 = Schwachsäure- bis Schwachbasenzeiger
- Stickstoffzahl N: 8 = ausgesprochener Stickstoffzeiger
- Salzzahl S: 0 = nicht salzertragend

Die ökologischen Zeigerwerte nach Landolt et al. 2010 sind in der Schweiz: Feuchtezahl F = 3w+ (mäßig feucht aber stark wechselnd), Lichtzahl L = 2 (schattig), Reaktionszahl R = 4 (neutral bis basisch), Temperaturzahl T = 4 (kollin), Nährstoffzahl N = 3 (mäßig nährstoffarm bis mäßig nährstoffreich), Kontinentalitätszahl K = 2 (subozeanisch).

## Verwendung als Heilpflanze
Der Aronstab (in alten Texten neben Arum unter anderem Aaron und Aron sowie Jarus bzw. Yarus (oder Iarus) und Serpentaria bzw. Serpentaria minor), insbesondere dessen (im Mittelalter auch Barba Aaron und pes vituli, „Kalbsfuß“, genannte) getrocknete Knolle, die Aronwurzel (früher auch Rhizoma Dracontii minori), wurde von der Antike bis ins 20. Jahrhundert als Heilpflanze benutzt. Offizinell sind jedoch die Blätter vom Gefleckten Aronstab. Die wissenschaftlich orientierte Medizin und die Volksmedizin nutzen den Aronstab heute nicht mehr therapeutisch. Er gilt nurmehr als Giftpflanze.

## Geschichte
Bei den Autoren der europäischen Antike (Dioskurides, Plinius und Galen) wurden Heilpflanzen mit den Namen arum und dracontium in engem Zusammenhang beschrieben. Diese Pflanzen wurden später als Arum maculatum - Aronstab und Dracunculus vulgaris - Gemeine Drachenwurz gedeutet.
Im Volksglauben nahm man an, die Kolben verschiedener Vertreter der Aronstabgewächse würden als Phallus-Symbole die Potenz steigern und den Nachwuchs sichern.

## Taxonomie und Systematik
Die Erstveröffentlichung des Artnamens Arum maculatum erfolgte 1753 durch Carl von Linné in Species Plantarum, Band 2, S. 966.
Synonyme für Arum maculatumL. sind beispielsweise: Arum pyrenaeum Dufour, Arum vulgare Lam., Arum maculatum fo. spathulatum Terpó, Arum maculatum fo. tetrelii (Corb.) Terpó, Arum maculatum var. karpatii Terpó, Arum malyi Schott, Arum orientale subsp. amoenum (Engl.) R.R.Mill, Arum trapezuntinum Schott ex Engl., Arum zelebori Schott.
Es können 2 Varietäten unterschieden werden:
- Arum maculatum var. maculatum: Blätter und Spreite der Spatha purpurn gefleckt. Diese Varietät überwiegt in Teilen West- und Nordeuropas.[2]
- Arum maculatum var. immaculatum Rchb.: Spreite der Spatha und meist auch Blätter ungefleckt. In Mitteleuropa und in Großbritannien ist dies meist die überwiegend vorkommende Varietät.[2]

## Trivialnamen
Es gibt viele Trivialnamen für den (Gefleckten) Aronstab: Ronenkraut, Aasblume, Chrippenkindli (CH), Dittichrut, Entenschnabel, gefleckter deutscher Ingwer, Heckenpüppchen, Johanneshaupt, Katzenpis, Kesselfallenblume, Magenkraut, Pfingstblume, Ronechrut (CH), Schlangenbeer, Stinkblume, Stanitzelblume (A), Teufelhütchen, Trommelschlegel, und Zahnkraut.
Im deutschsprachigen Raum werden oder wurden für diese Pflanzenart, zum Teil nur regional, auch die folgenden weiteren Trivialnamen verwandt: Aaron, Alrone (Bern), Aoranswörtel (Altmark), Aranwurz, Arau, Aron, Arone, Aronenkraut (Schweiz), Aronskindchen (Eifel bei Bertrich), Bäebli (Bern), Chiedli (Bern), Calbeswurz (althochdeutsch), Chindlichrut (St. Gallen), Drachenwurz, Eselsohren (Schlesien), Fieberwurz (Schlesien), Fresswurz (Schlesien), Frostwurz, Fruchtblume (Eifel bei Nürnberg), Heckenditzchen (Eifel), Heckenpüppchen (Eifel bei Ulmen), St. Johannishaupt, tütscher Ingber, Kalbenfuss (mittelhochdeutsch), Kalberfuss (mittelhochdeutsch), Kalbenwurz (mittelhochdeutsch), Kalbeswurz (mittelhochdeutsch), Kalbsfuss, Kalvesvout (mittelniederdeutsch), Kilte, Kiltblume, Kowort (mittelniederdeutsch), Kühwurz, Lungenkraut (Augsburg), Lungernchindli (Bern), Magenwurzel, Wild Minte, Naterwurtz (mittelhochdeutsch), Papenkau (Göttingen), Papenkinder (Altmark, Neuhaldensleben, Göttingen), Papenpietken (Mecklenburg), Papenpint, Papenpitten (Göttingen, Grafschaft Mark), Papenwörtel (Göttingen), Pfaffenbind, Pfaffenbinde, Pfaffenblut, Pfaffenpint, Pfaffenpoppeli (St. Gallen bei Werdenberg), Pfaffenzagel, Pfyffenpynt, Pipenpatten (Grafschaft Mark), Poperagrothworza (St. Gallen bei Werdenberg), Ruche (althochdeutsch), Rulpwort (mittelniederdeutsch), Rute (Bern), Ruwart (mittelniederdeutsch), groß Schlangenkraut, Smeerwurz (mittelniederdeutsch), Smerwort (mittelniederdeutsch), Sperwurzel, Stute (Bern), Suche (mittelhochdeutsch), Suge (mittelhochdeutsch), Veronikenwurz (Schlesien), Wederrimpe, Zehrwurz (Schlesien), Zeigkraut, Zungwurz (mittelhochdeutsch) und Zunwurz (mittelniederdeutsch).

## Weitere Illustrationen

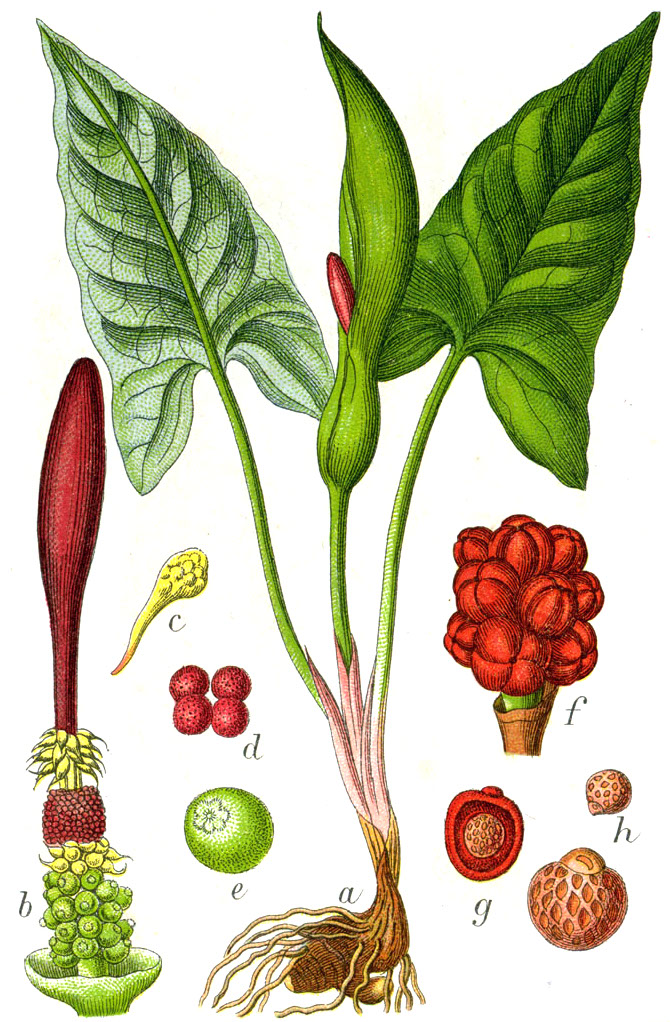
Illustration von Jacob Sturm
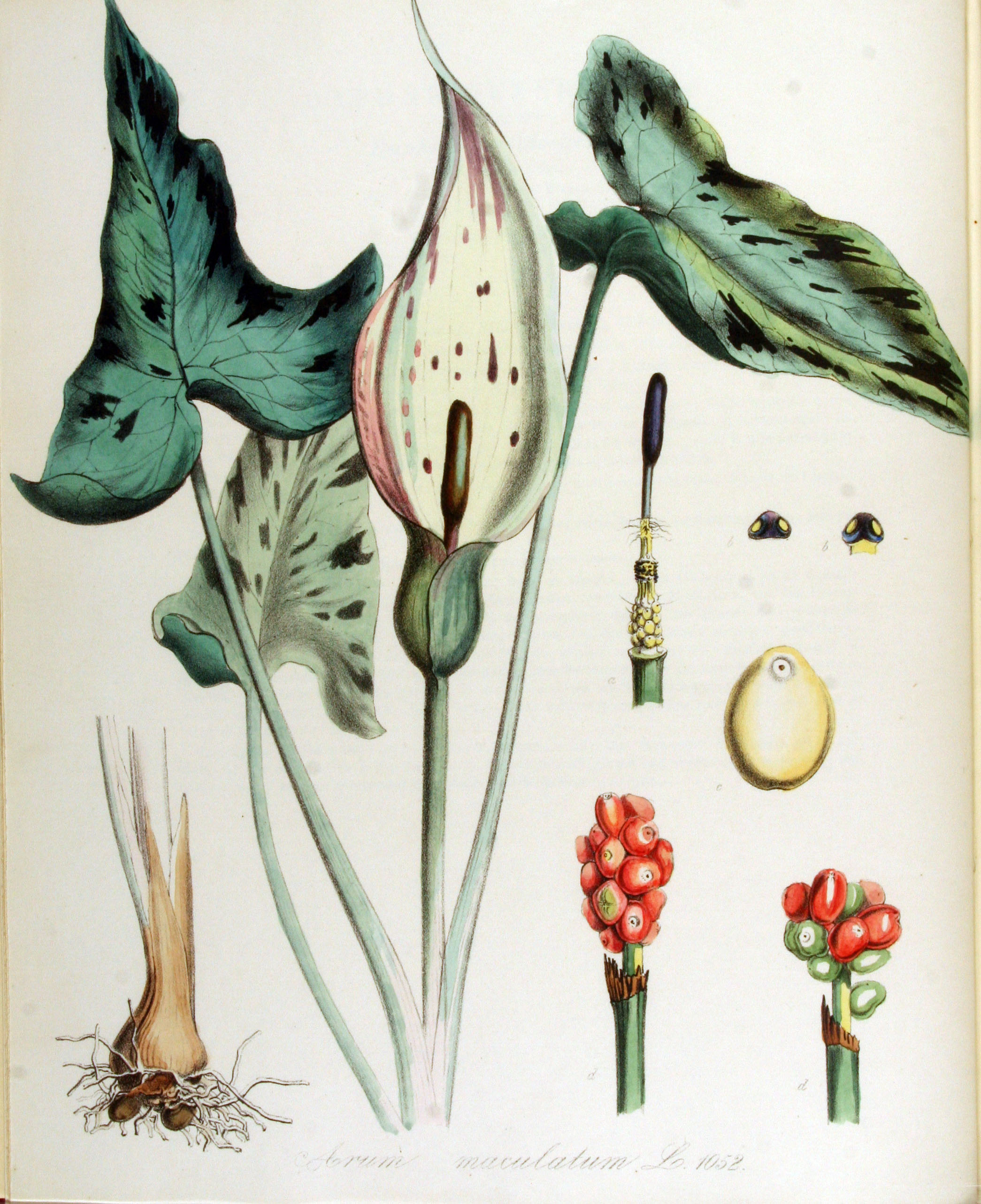
Illustration aus der Flora Batava
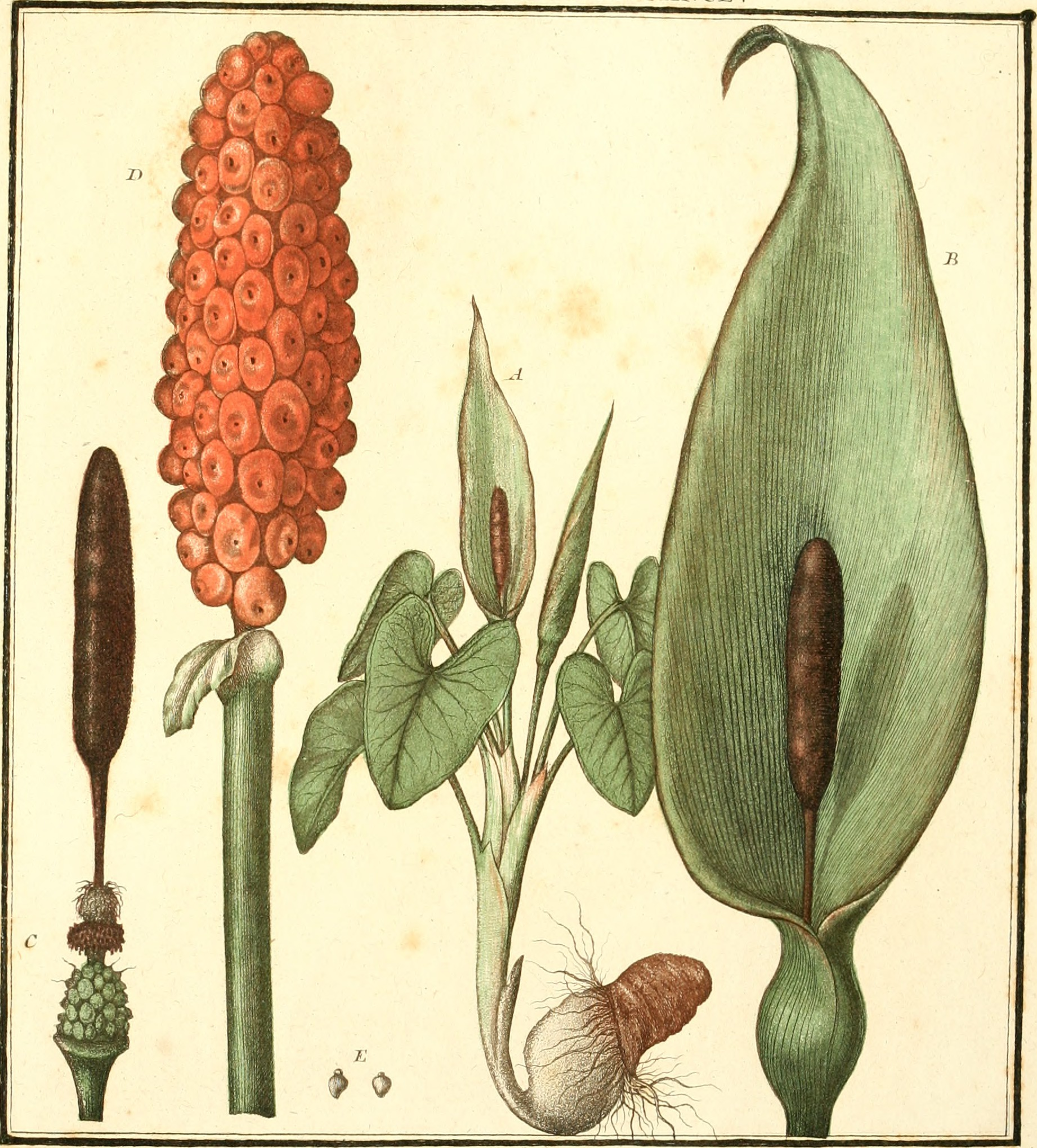
Illustration aus dem Herbier de la France
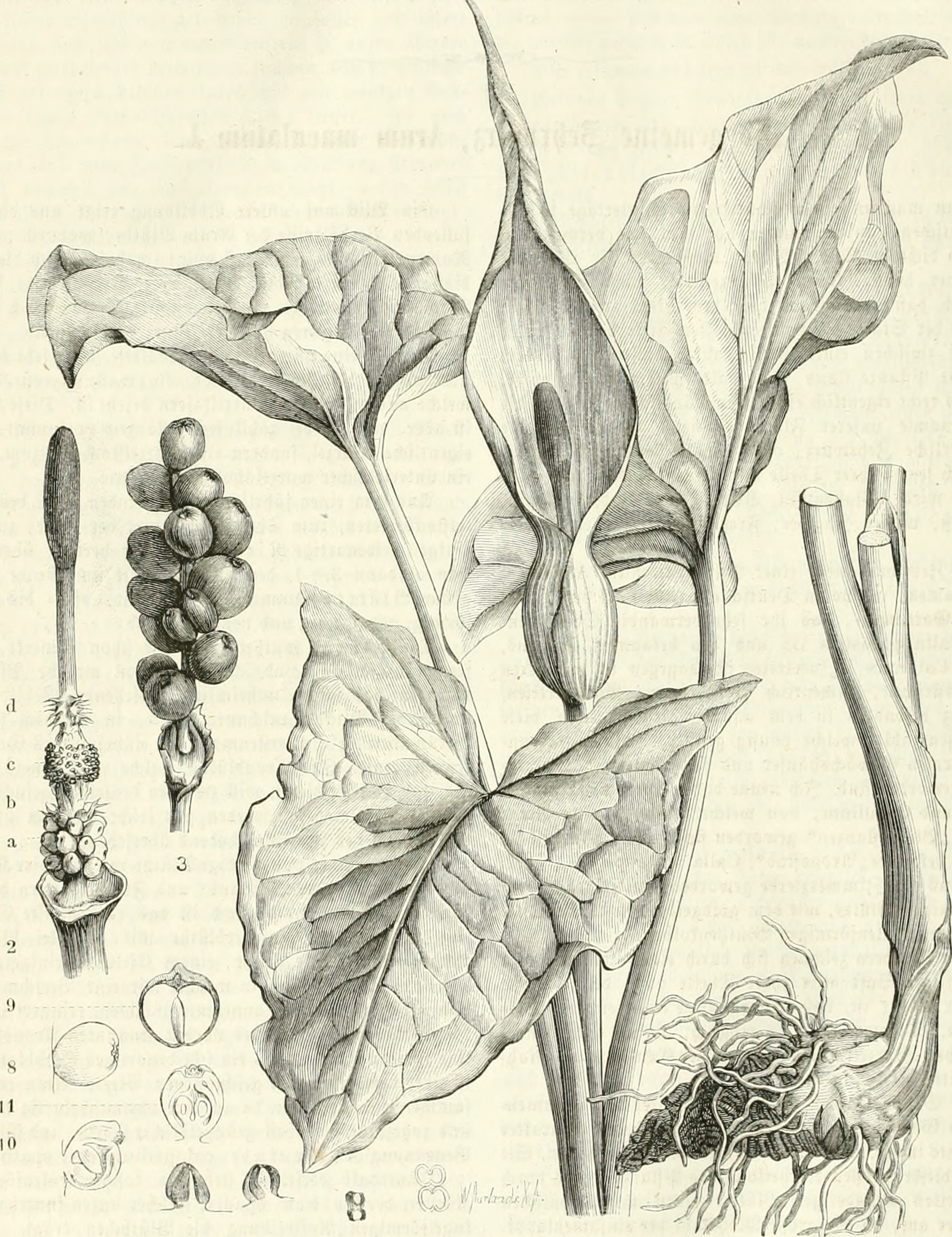
Illustration aus Aus der Heimath
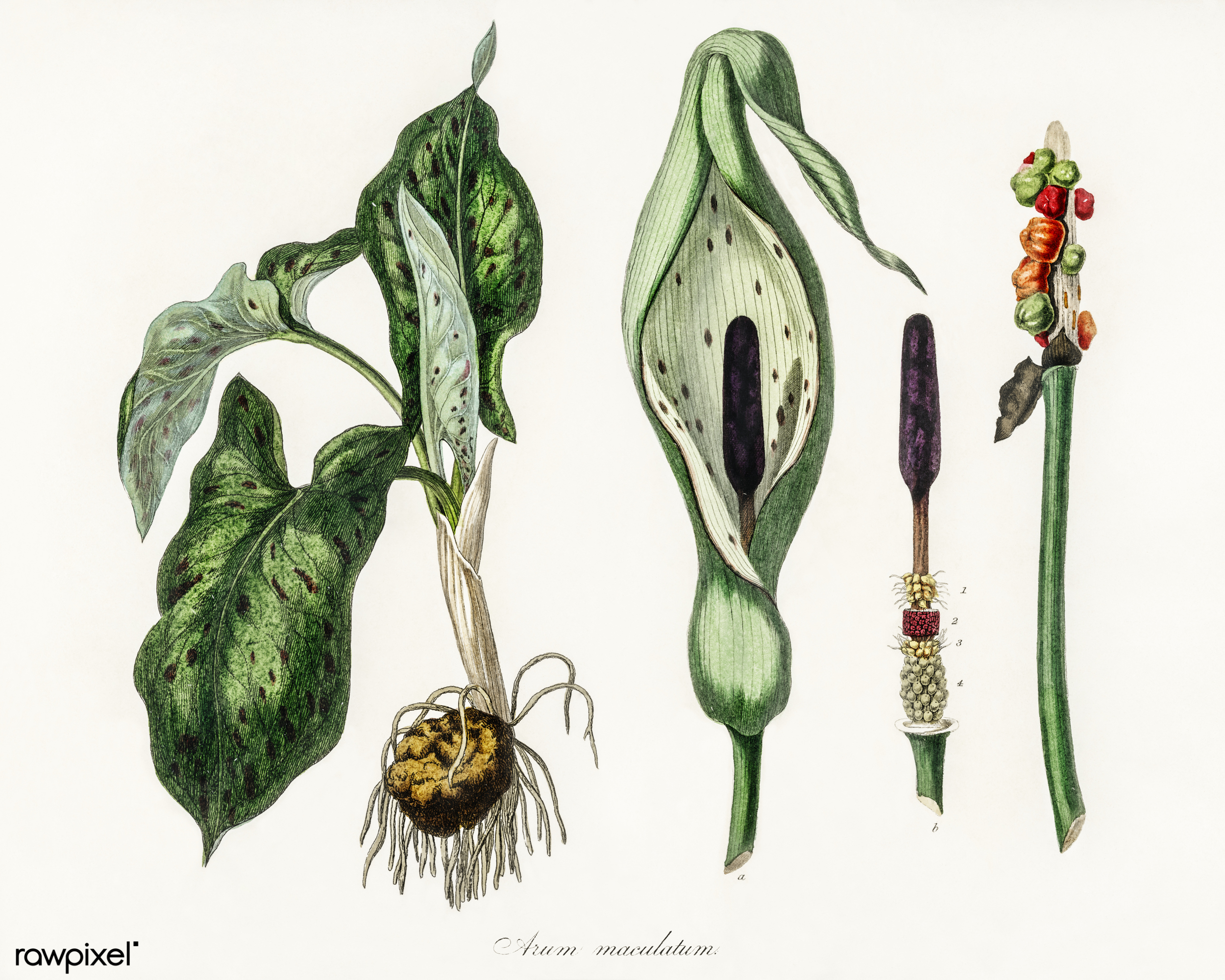
Illustration aus Medical Botany
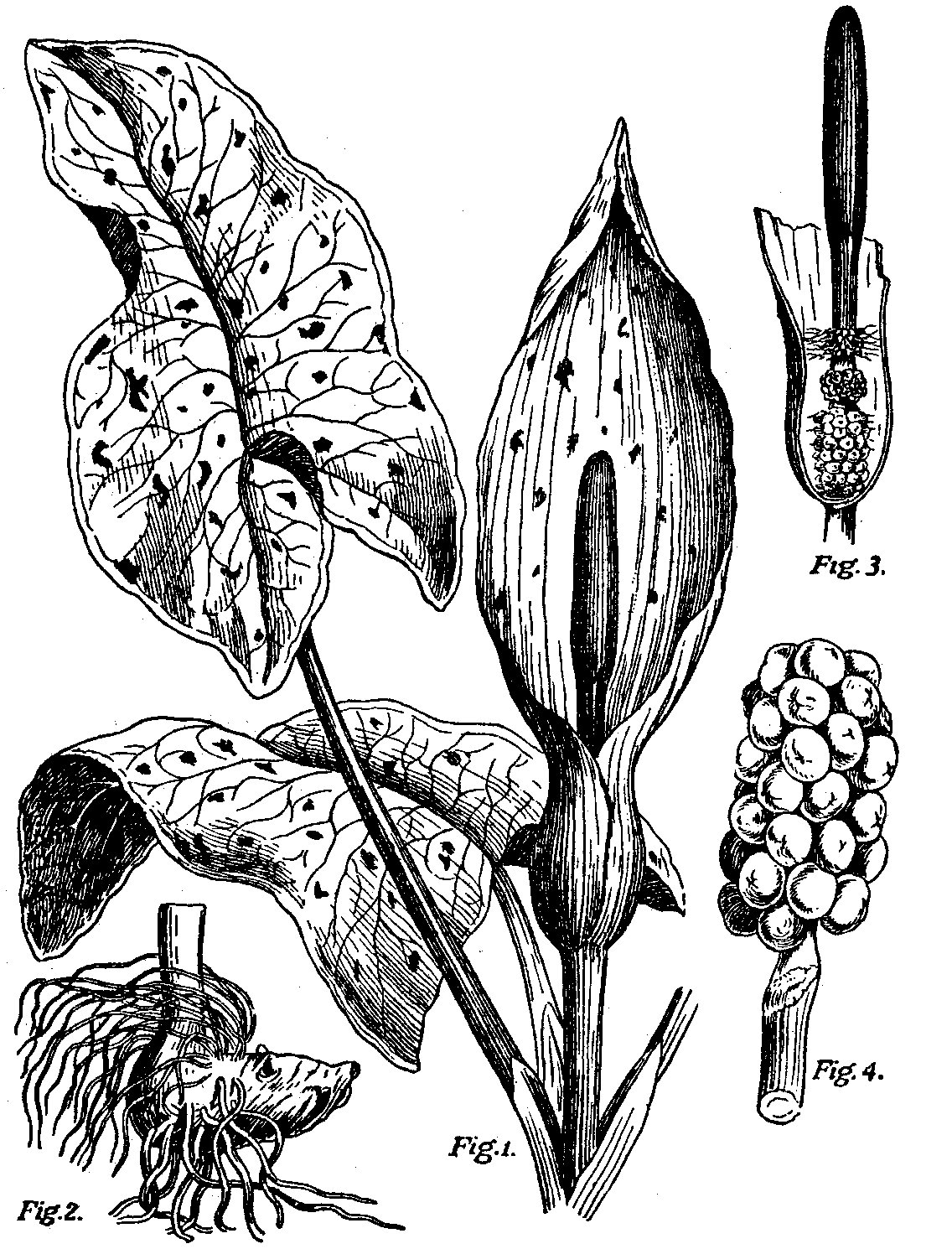
Illustration aus der Encyclopædia Britannica
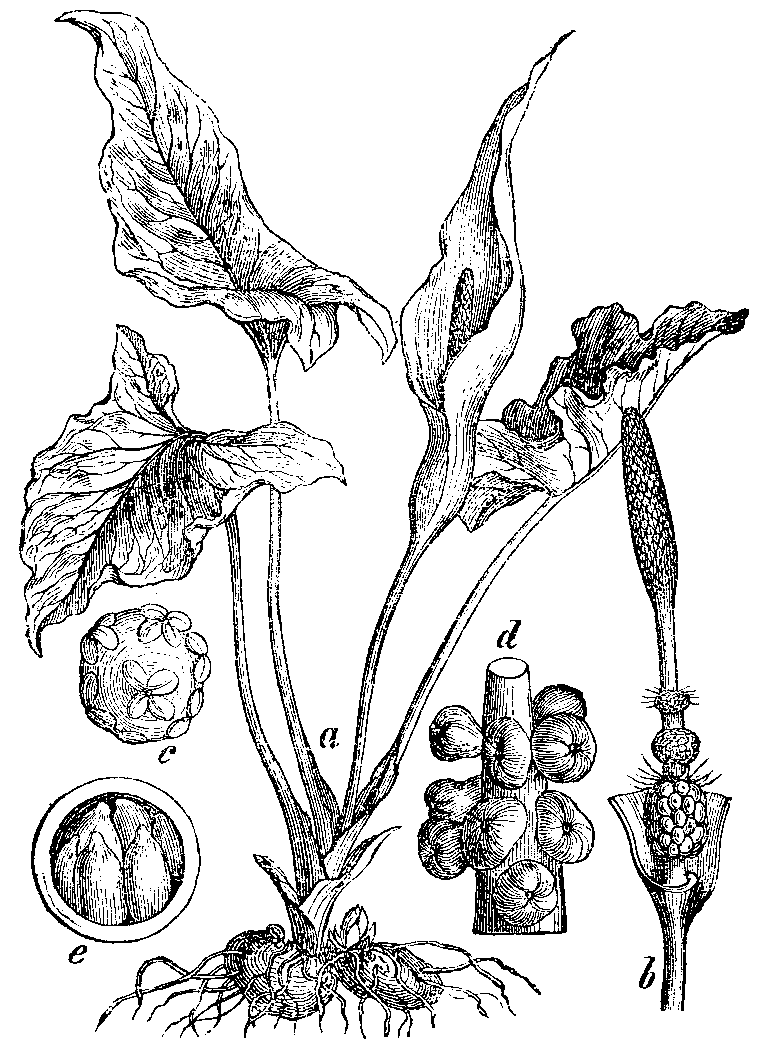
Illustration von Martin Cilenšek